# 泰特罗
泰特罗（德語：Teterow，發音：[ˈteːtəʁoː] ⓘ）是德国梅克伦堡-前波美拉尼亚州罗斯托克县的城市，曾是泰特罗县的县治，面积47.07平方千米，2023年12月31日人口为8,459人。